# Peenestrom
De Peenestrom is een rivier in de Duitse deelstaat Mecklenburg-Voor-Pommeren tussen het Oderhaf en de Oostzee. De Peenestrom ligt tussen het eiland Usedom en het Duitse vasteland.
De Peenestrom is een onderdeel van het estuarium van de Oder en voert ongeveer 15% van het water van de Oder af naar de Oostzee. Aan de Peenestrom liggen behalve de havenplaats Wolgast ook de voormalige militaire haven Peenemünde, de vissershaven Freest en Karlshagen en Lassan.
De Peenestrom is rijk aan vis, wat op zijn beurt weer watervogels aantrekt. Het gebied rond de monding is al in 1925 aangewezen als natuurgebied.